# Tiaohe
Tiaohe (kinesiska: 条河, 条河乡) är en socken i Kina. Den ligger i provinsen Henan, i den centrala delen av landet, omkring 270 kilometer öster om provinshuvudstaden Zhengzhou. Antalet invånare är 39 431. Befolkningen består av 19 842 kvinnor och 19 589 män. Barn under 15 år utgör 24,0 %, vuxna 15-64 år 63 %, och äldre över 65 år 12,0 %.
Genomsnittlig årsnederbörd är 957 millimeter. Den regnigaste månaden är juli, med i genomsnitt 202 mm nederbörd, och den torraste är januari, med 12 mm nederbörd.